# 精霊
精霊（せいれい）とは、草木、動物、人、無生物、人工物などひとつひとつに宿っている、とされる超自然的な存在。他に「万物の根源をなしている、とされる不思議な気のこと」。精気や「肉体から解放された自由な霊」を意味する場合がある。

## 用法
一言で「精霊」と言っても、漢語として用いている場合、大和言葉に漢字を当てている場合、西洋語のspirit や elementalの翻訳語として用いられている場合などがあり、それぞれ意味内容が少しずつ異なっている。

### スピリット
日本以外の、世界各地の伝承に登場する「spirit　スピリット」（例えば「泉の精」や「ランプの精」など「～の精」と訳すほうがしっくりくるような場合のそれ）の訳語として「精霊（せいれい）」が用いられることもある。

### エレメンタル
英語で元素を意味する「エレメント」 (element) の形容詞形「エレメンタル」 (elemental) は「四大元素の霊」という意味の名詞としても使われ、その訳語として「精霊」が使われることがある。

### 漢語
精霊（精怪という語も同意で用いられる）という漢語本来の意味では（漢字文化圏での意味では）、妖怪や妖精や死者の霊や鬼神や鬼をあらわす。

### しょうりょう、しょうらい、しょうろう
日本の古神道的なものを指す場合は「しょうりょう」「しょうらい」「しょうろう」などと読み、これは「故人の霊や魂」（霊魂）が、「うつしよ」（現世）から、「とこよ」（常世・常夜。死者の世界、黄泉の国や三途川の向こう）へ旅立ったものを指す。
それに対して「うつしよ」（現世）に残った霊魂は「幽霊」「亡霊」「人魂」などと呼び、精霊とはみなさない。

## 古代日本の精霊観念
古代日本では自然物には生物も無生物も精霊（spirit) が宿っていると信じ、それを「チ」と呼んで名称の語尾につけた。古事記や風土記などの古代文献には葉の精を「ハツチ（葉槌）」、岩の精を「イワツチ（磐土）」、野の精を「ノツチ（野椎）」、木の精を「ククノチ（久久能智）」、水の精を「ミツチ（水虬）」、火の精「カグツチ（軻遇突智）」、潮の精を「シオツチ（塩椎）」などと呼んでいたことが知られている。また、自然界の力の発現はその精霊の働きと信じ、雷を「イカツヂ」、蛇を「オロチ」などと呼んだ。こうした精霊の働きは人工物や人間の操作にも及び、刀の力は「タチ」、手の力は「テナツチ（手那豆智）」足の力は「アシナツチ（足那豆智）」、幸福をもたらす力は「サチ（狭知）」などと呼ばれていた。人間の生命や力の源が、血液の「血」にあると信じられたところに、「チ」が起源しているとも言われている。土（ツチ）、道（ミチ）、父（チチ）も同じ考えが表現されたものと見ることができる。また神話や古代氏族、とりわけ国津神系の氏族の祖先には「チ」を名称の語尾につけているものが見出される。神話では「オオナムチ（意富阿那母知）」や「オオヒルメムチ（大日孁貴）」、氏族では物部氏の「ウマシマチ（宇摩志麻治）」や小椋氏の「トヨハチ（止与波知）」などである。神名や人名の語尾（正確には「〜神」、「〜命』の前の語）に「チ」がつく名前は最も古い名前のタイプで、草木が喋ると信じられていた自然主義的観念の時代を反映しているものと考えられている

## 四大精霊（エレメンタル）
16世紀の錬金術師パラケルススにより、地・水・火・風の四大元素が実体化したものとして、精霊が以下のように関連づけられた。
- 水の精：ウンディーネ
- 火の精：サラマンダー
- 風の精：シルフ
- 地の精：ノーム

これらのエレメンタルは、ファンタジー作品においては擬人化した姿で描かれることも多い。

## 聖霊との違い
キリスト教における三位一体の位格の一つである聖霊（日本正教会では聖神：せいしん）を「精霊」とするのは誤字である。